# آیلین بنت ویتینگستال
 آیلین بنت ویتینگستال (انگلیسی: Eileen Bennett Whittingstall؛ ۱۶ ژوئیهٔ ۱۹۰۷ – ۱۸ اوت ۱۹۷۹) یک تنیس‌باز اهل بریتانیا بود.